# برن گوک‌ییلدیز
برن گوک‌ییلدیز (انگلیسی: Beren Gökyıldız؛ زادهٔ ۲۹ سپتامبر ۲۰۰۹) بازیگر تلویزیون، بازیگر سینما، و بازیگر خردسال اهل ترکیه است. وی از سال ۲۰۱۴ میلادی تاکنون مشغول فعالیت بوده‌است.
از فیلم‌ها یا برنامه‌های تلویزیونی که وی در آن نقش داشته‌است می‌توان به هسل، دخترم اشاره کرد.